# Ed Harris
Edward Allen Harris, detto Ed (Englewood, 28 novembre 1950), è un attore statunitense.
Ha ottenuto quattro candidature al Premio Oscar: una come miglior attore per il film Pollock nel 2001, e tre come miglior attore non protagonista per Apollo 13 nel 1996, The Truman Show nel 1999 e The Hours nel 2003. Nel 1999 si è aggiudicato il Golden Globe per il miglior attore non protagonista per il film The Truman Show. È conosciuto inoltre per le sue interpretazioni nei film Lezioni di anatomia, The Abyss, Il nemico alle porte, The Rock, A History of Violence, A Beautiful Mind, Il mistero delle pagine perdute, Phantom e la serie televisiva Westworld - Dove tutto è concesso.

## Biografia
Nato nell'ospedale di Englewood nel New Jersey da genitori presbiteriani originari dell'Oklahoma, Harris crebbe nella confinante Tenafly, città situata sulla sponda occidentale del fiume Hudson all'altezza del quartiere newyorkese di Riverdale nel Bronx. Secondo di tre figli (Paul e Richard), il padre, Robert L. "Bob" Harris (1922–2014), lavorò come cantante nel coro di Fred Waring e bibliotecario presso l'Art Institute of Chicago, mentre la madre, Margaret Sholl, lavorò per un'agenzia di viaggi.
Harris si diplomò alla Tenafly High School nel 1969, dove giocò nella squadra di football e fu capitano negli ultimi anni scolastici. Nello stesso anno si iscrisse alla Columbia University di New York, trasferendosi nel dormitorio di Carman Hall, nel distretto di Manhattan. Partecipò anche alle competizioni di atletica nel suo anno da matricola.
Nel 1971, Harris seguì la famiglia che aveva deciso di trasferirsi nel Nuovo Messico. Iniziò ad interessarsi alla recitazione, prendendo parte a vari spettacoli teatrali e decise di iscriversi all'Università dell'Oklahoma di Norman, per studiare come attore drammatico. Dopo aver interpretato numerosi ruoli di successo nei teatri locali (come il Jewel Box Theater di Oklahoma City), Harris si trasferì a Los Angeles iscrivendosi all'Istituto delle arti della California di Santa Clarita. Frequentò l'istituto per due anni, ottenendo la laurea con il Bachelor of Fine Arts nel 1975.

## Carriera
Nel 1976, Harris cominciò a lavorare in televisione, sostenendo dei piccoli ruoli in dodici diversi telefilm o serie tv tra il 1976 e il 1981, tra questi: Barnaby Jones, The Rockford Files, CHiPs e Lou Grant.
L'esordio cinematografico avvenne nel 1978 nel film Coma profondo di Michael Crichton in un ruolo minore, mentre ottenne una parte più consistente nel 1980, nel film L'uomo del confine di Jerrold Freedman con Charles Bronson. Nel 1981 ebbe il suo primo ruolo di protagonista nel film Knightriders - I cavalieri di George A. Romero, dove interpretò "Billy", una sorta di Re Artù in una trasposizione in chiave moderna della leggenda di Camelot, con una banda di motociclisti al posto dei cavalieri.
L'anno successivo, nel 1982, Romero lo ingaggiò nuovamente per il film dell'orrore Creepshow, dove interpretò uno degli ospiti nella casa, nel segmento Father's Day. Nel 1983 interpretò John Glenn, uno dei sette valorosi astronauti di Uomini veri di Philip Kaufman e nello stesso anno partecipò nel ruolo "Oates" al film drammatico Sotto tiro di Roger Spottiswoode.
Nei restanti anni 80 prese parte ad altre nove pellicole, tra le più importanti Alamo Bay di Louis Malle (1985), in cui interpretò un texano reazionario, Jacknife di David Hugh Jones (1989), con Robert De Niro, dove è un disilluso reduce del Vietnam, The Abyss di James Cameron (1989), film di fantascienza in cui assunse il ruolo da protagonista.
Nei primi anni novanta il suo prestigio crebbe ulteriormente grazie a film come Stato di grazia di Phil Joanou (1990), in cui appare nei panni di un boss della malavita, e Americani di James Foley (1992), un film con Jack Lemmon, Al Pacino, Kevin Spacey, Alan Arkin tratto da un dramma di David Mamet, interpretando il personaggio di "Dave Moss", un ruolo che gli diede molta popolarità.
Nel 1995 interpretò il direttore di volo della NASA, Gene Kranz, nel film Apollo 13 di Ron Howard, che gli valse la prima candidatura agli oscar. Recitò poi in The Rock di Michael Bay (1996), Potere assoluto di Clint Eastwood (1997) e The Truman Show di Peter Weir (1998), per cui venne premiato con il Golden Globe come miglior attore non protagonista e ricevette la seconda candidatura agli oscar nella stessa categoria. Nel 2000 Harris si cimentò per la prima volta alla regia con il lungometraggio Pollock in cui ricostruì la vita e la carriera del pittore statunitense Jackson Pollock, da lui stesso interpretato accanto a Marcia Gay Harden e Jennifer Connelly. Per l'interpretazione in Pollock, Harris ricevette la prima candidatura agli oscar come miglior attore protagonista. Nel 2001 tornò a lavorare con Ron Howard alla regia, nel film A Beautiful Mind e nel 2003 ricevette la quarta candidatura agli oscar per il film del 2002 The Hours, diretto da Stephen Daldry.

## Vita privata
Harris è sposato dal 1983 con l'attrice Amy Madigan, conosciuta sul set del film Le stagioni del cuore. La coppia ha una figlia, Lily, nata nel 1993.

## Filmografia

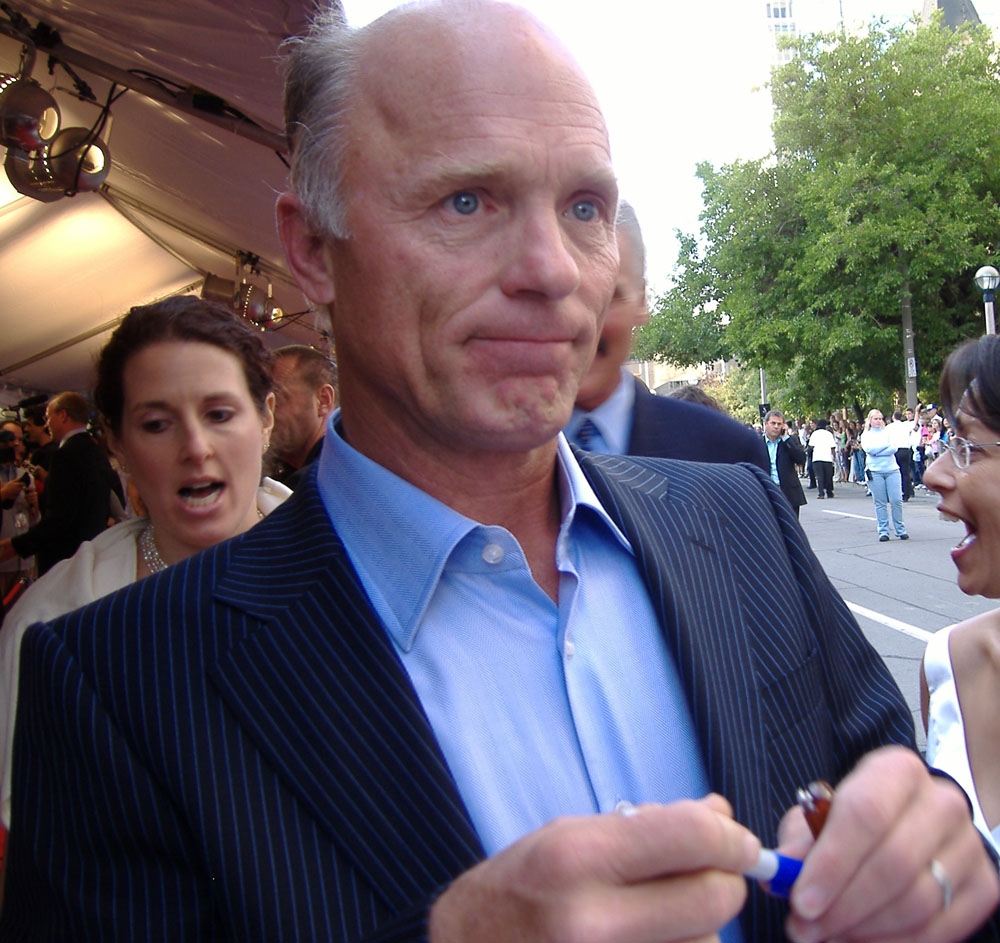
Ed Harris al Toronto International Film Festival 2005

### Attore

#### Cinema
- Coma profondo (Coma), regia di Michael Crichton (1978)
- L'uomo del confine (Borderline), regia di Jerrold Freedman (1980)
- Knightriders - I cavalieri (Knightriders), regia di George A. Romero (1981)
- Creepshow, regia di George A. Romero (1982)
- Uomini veri (The Right Stuff), regia di Philip Kaufman (1983)
- Sotto tiro (Under Fire), regia di Roger Spottiswoode (1983)
- Swing Shift - Tempo di swing (Swing Shift), regia di Jonathan Demme (1984)
- Le stagioni del cuore (Places in the Heart), regia di Robert Benton (1984)
- Alamo Bay, regia di Louis Malle (1984)
- Nome in codice: Smeraldo (Code name: Emerald), regia di Jonathan Sanger (1985)
- Sweet Dreams, regia di Karel Reisz (1985)
- Walker - Una storia vera (Walker), regia di Alex Cox (1987)
- Un prete da uccidere (Le Complot), regia di Agnieszka Holland (1988)
- Jacknife - Jack il coltello (Jacknife), regia di David Hugh Jones (1989)
- The Abyss, regia di James Cameron (1989)
- Stato di grazia (State of Grace), regia di Phil Joanou (1990)
- Il cuore nero di Paris Trout (Paris Trout), regia di Stephen Gyllenhaal (1991)
- Americani (Glengarry Glen Ross), regia di James Foley (1992)
- Il socio (The Firm), regia di Sydney Pollack (1993)
- Cose preziose (Needful Things), regia di Fraser Clarke Heston (1993)
- China Moon - Luna di sangue (China Moon), regia di John Bailey (1994)
- Lezioni di anatomia (Milk Money), regia di Richard Benjamin (1994)
- La giusta causa (Just Cause), regia di Arne Glimcher (1995)
- Apollo 13, regia di Ron Howard (1995)
- Gli intrighi del potere - Nixon (Nixon), regia di Oliver Stone (1996)
- La prossima vittima (Eye for an Eye), regia di John Schlesinger (1996)
- The Rock, regia di Michael Bay (1996)
- Potere assoluto (Absolute Power), regia di Clint Eastwood (1997)
- The Truman Show, regia di Peter Weir (1998)
- Nemiche amiche (Stepmom), regia di Chris Columbus (1998)
- Il terzo miracolo (The Third Miracle), regia di Agnieszka Holland (1999)
- Waking the Dead, regia di Keith Gordon (2000) - cameo non accreditato
- The prime Gig, regia di Gregory Mosher (2000)
- Pollock, regia di Ed Harris (2000)
- Il nemico alle porte (Enemy at the Gates), regia di Jean-Jacques Annaud (2001)
- Buffalo Soldiers, regia di Gregor Jordan (2001)
- A Beautiful Mind, regia di Ron Howard (2001)
- The Hours, regia di Stephen Daldry (2002)
- Masked and Anonymous, regia di Larry Charles (2003)
- La macchia umana (The Human Stain), regia di Robert Benton (2003)
- Mi chiamano Radio (Radio), regia di Mike Tollin (2003)
- A History of Violence, regia di David Cronenberg (2005)
- Winter Passing, regia di Adam Rapp (2005)
- Io e Beethoven (Copying Beethoven), regia di Agnieszka Holland (2006)
- Gone Baby Gone, regia di Ben Affleck (2007)
- Cleaner, regia di Renny Harlin (2007)
- Il mistero delle pagine perdute (National Treasure: Book of Secrets), regia di Jon Turteltaub (2007)
- Touching Home, regia di Logan Miller e Noah Miller (2008)
- Appaloosa, regia di Ed Harris (2008)
- Oltre la legge (Once Fallen), regia di Ash Adams (2010)
- The Way Back, regia di Peter Weir (2010)
- Virginia, regia di Dustin Lance Black (2010)
- 40 carati (Man on a Ledge), regia di Asger Leth (2012)
- Phantom, regia di Todd Robinson (2013)
- Pain & Gain - Muscoli e denaro (Pain & Gain), regia di Michael Bay (2013)
- Snowpiercer, regia di Bong Joon-ho (2013)
- The Face of Love, regia di Arie Posin (2013)
- Sweetwater - Dolce vendetta (Sweetwater), regia di Logan Miller e Noah Miller (2013)
- Frontera, regia di Michael Berry (2014)
- Cymbeline, regia di Michael Almereyda (2014)
- Run All Night - Una notte per sopravvivere (Run All Night), regia di Jaume Collet-Serra (2015)
- Le verità sospese (The Adderall Diaries), regia di Pamela Romanowsky (2015)
- In Dubious Battle - Il coraggio degli ultimi (In Dubious Battle), regia di James Franco (2016)
- L'eccezione alla regola (Rules Don't Apply), regia di Warren Beatty (2016)
- Madre! (Mother!), regia di Darren Aronofsky (2017)
- Geostorm, regia di Dean Devlin (2017)
- Kodachrome, regia di Mark Raso (2018)
- Era mio figlio (The Last Full Measure), regia di Todd Robinson (2020)
- Resistance - La voce del silenzio (Resistance), regia di Jonathan Jakubowicz (2020)
- La figlia oscura (The Lost Daughter), regia di Maggie Gyllenhaal (2021)
- Top Gun: Maverick, regia di Joseph Kosinski (2022)
- Love Lies Bleeding, regia di Rose Glass (2024)
- La mia amica Zoe (My Dead Friend Zoe), regia di Kyle Hausmann-Stokes (2024)

#### Televisione
- CHiPs – serie TV, episodio 5x02 (1981)
- L'ultima difesa (The Last Innocent Man), regia di Roger Spottiswoode – film TV (1987)
- Running Mates, regia di Michael Lindsay-Hogg – film TV (1992)
- L'ombra dello scorpione (The Stand), regia di Mick Garris – miniserie TV, 1 episodio (1994)
- Il cavaliere della vendetta (Riders of the purple sage), regia di Charles Haid – film TV (1996)
- Empire Falls - Le cascate del cuore (Empire Falls), regia di Fred Schepisi – miniserie TV, 2 episodi (2005)
- Game Change, regia di Jay Roach – film TV (2012)
- Westworld - Dove tutto è concesso (Westworld) – serie TV, 28 episodi (2016-2022)
- Wonder Man – miniserie TV (2025)

### Doppiatore
- Call of Duty: Black Ops – videogioco (2010)
- Gravity, regia di Alfonso Cuarón (2013)
- Planes 2 - Missione antincendio (Planes: Fire & Rescue), regia di Roberts Gannaway (2014)

### Regista
- Pollock (2000)
- Appaloosa (2008)

## Teatro (parziale)
- La dolce ala della giovinezza di Tennessee Williams. Gene Darnyasky Theater di Los Angeles (1980)
- Pazzo d'amore di Sam Shepard. Magic Theatre di San Francisco (1983)
- Simpatico di Sam Shepard. Public Theater dell'Off-Broadway (1994)
- Il bambino sepolto di Sam Shepard. Trafalgar Theatre di Londra (2017)
- To Kill a Mockingbird di Aaron Sorkin. Shubert Theatre di Broadway (2019)

## Riconoscimenti
- Premio Oscar
  - 1996 – Candidatura al miglior attore non protagonista per Apollo 13
  - 1999 – Candidatura al miglior attore non protagonista per The Truman Show
  - 2001 – Candidatura al miglior attore per Pollock
  - 2003 – Candidatura al miglior attore non protagonista per The Hours
- Golden Globe
  - 1990 – Candidatura al miglior attore non protagonista per Jacknife – Jack il coltello
  - 1996 – Candidatura al miglior attore non protagonista per Apollo 13
  - 1999 – Miglior attore non protagonista per The Truman Show
  - 2003 – Candidatura al miglior attore non protagonista per The Hours
  - 2006 – Candidatura al miglior attore in una mini-serie o film per la televisione per Le cascate del cuore
  - 2013 – Miglior attore non protagonista in una serie per Game Change
- BAFTA
  - 1999 – Candidatura al miglior attore non protagonista per The Truman Show
  - 2003 – Candidatura al miglior attore non protagonista per The Hours
- Premio Emmy
  - 2005 – Candidatura al miglior attore non protagonista in una miniserie o film per la televisione per Le cascate del cuore
  - 2012 – Candidatura al miglior attore non protagonista in una miniserie o film per la televisione per Game Change
- Tony Award
  - 1986 – Candidatura al miglior attore protagonista in un'opera teatrale per Precious Sons

## Doppiatori italiani
Nelle versioni in italiano delle opere in cui ha recitato, Ed Harris è stato doppiato da:
- Luca Biagini in The Abyss, La prossima vittima, Buffalo Soldiers, The Hours, Gone Baby Gone, Il mistero delle pagine perdute, Appaloosa, Oltre la legge, 40 carati, Snowpiercer, Sweetwater - Dolce vendetta, In Dubious Battle - Il coraggio degli ultimi, L'eccezione alla regola, Madre!, Geostorm, Era mio figlio, Resistance - La voce del silenzio, La figlia oscura, Top Gun: Maverick, Love Lies Bleeding
- Rodolfo Bianchi in Il cuore nero di Paris Trout, The Rock, La macchia umana, Empire Falls - Le cascate del cuore, Cleaner, Game Change, Pain & Gain - Muscoli e denaro, The Face of Love, Frontera, Westworld - Dove tutto è concesso
- Antonio Sanna in China Moon - Luna di sangue, La giusta causa, Apollo 13, Nemiche amiche, Pollock, Mi chiamano Radio
- Stefano De Sando ne Il nemico alle porte, A Beautiful Mind, Run All Night - Una notte per sopravvivere, La mia amica Zoe
- Saverio Moriones in Creepshow, Stato di grazia, Cose preziose
- Michele Gammino in Sweet Dreams, Jacknife - Jack il coltello, Il socio
- Adalberto Maria Merli in The Truman Show, A History of Violence, The Way Back
- Sergio Di Stefano in Il terzo miracolo, Io e Beethoven
- Silvio Anselmo in Coma profondo
- Gino La Monica in Uomini veri
- Luciano Marchitiello in Sotto tiro
- Roberto Chevalier in Le stagioni del cuore
- Cesare Barbetti in Un prete da uccidere
- Carlo Valli in Americani
- Roberto Rizzi in Lezioni di anatomia
- Sandro Iovino in L'ombra dello scorpione
- Luca Ward in Gli intrighi del potere - Nixon
- Massimo Lodolo in Il cavaliere della vendetta
- Massimo Wertmüller in Potere assoluto
- Antonello Governale in Masked and Anonymous
- Riccardo Rovatti in Phantom
- Raffaele Farina in Le verità sospese
- Mario Cordova in Kodachrome

Da doppiatore è sostituito da:
- Matteo Zanotti in Call of Duty: Black Ops
- Alessio Cigliano in Gravity
- Stefano De Sando in Planes 2 - Missione antincendio